# 김영우 (의사)
김영우(金榮雨, 1964년 4월 30일 ~ )는 대한민국의 외과 전문의 및 의학박사다. 현재, 국립암센터 연구소장과 위암센터 전문의, 국립암센터 국제암대학원대학교 암관리학과 전임교원을 겸하고 있다.

## 학력
- 1982 ∼ 1988 서울대학교 의과대학 의학과 학사
- 1990 ∼ 1992 서울대학교 대학원 의학과 석사
- 1992 ∼ 1998 서울대학교 대학원 의학과 박사

## 주요 경력
- 1988-03 ∼ 1989-02 서울대학교 병원 인턴
- 1989-03 ∼ 1993-02 서울대학교 병원 레지던트
- 1996-05 ∼ 1997-08 이대목동병원 전임의
- 1997-01 ∼ 1997-05 University of Maryland visiting fellow
- 1997-09 ∼ 1999-08 이화여자대학교 의과대학 전임강사
- 1999-09 ∼ 2002-08 이화여자대학교 의과대학 조교수
- 2002-09 ∼ 현재 국립암센터 위암센터 전문의
- 2006-03 ∼ 2012-01 국립암센터 위암연구과 책임연구원
- 2006-08 ∼ 2012-01 국립암센터 위암센터 센터장
- 2007-12 ∼ 2009-12 국립암센터 위암연구과 과장
- 2007-12 ∼ 2009-01 이행성임상제1연구부 부장
- 2008-01 ∼ 2008-02 Hospital Ambroise Pare visiting professor
- 2008-01 ∼ 2008-02 Regina Elena National Cancer Center visiting professor
- 2008-01 ∼ 2008-02 Technische Universitat Munchen visiting professor
- 2008-12 ∼ 2010-08 국립암센터 암예방검진센터 센터장
- 2012-01 ∼ 현재 국립암센터 외과 의사직
- 2012-01 ∼ 2013-02 국립암센터 위암연구과 과장, 책임연구원
- 2013-03 ∼ 2015-02 국립암센터 위암연구과 과장, 영년제 책임연구원
- 2014-03 ∼ 2015-02 국제암대학원대학교 암관리정책학과 겸임교수
- 2014-05 ∼ 현재 World Journal of Surgery Editorial Board
- 2015-01 ∼ 2019-12 World Journal of Gastrointestinal Oncology Associate Editor
- 2015-02 ∼ 2017-02 국제암대학원대학교 암관리정책학과 교수
- 2017-03 ∼ 2019-08 국립암센터국제암대학원대학교 암관리학과 교수
- 2019-09 ∼ 현재 국립암센터국제암대학원대학교 암관리학과 영년제교수
- 2021-02 ∼ 현재 국립암센터 연구소 연구소장
- 2021-09 ∼ 현재 국립암센터 종양외과학연구과 영년제교수

## 수상, 서훈 및 표창
- 2005	the Best Poster of the Session Prize - the 6th International Gastric Cancer Congress
- 2005	The Best Poster of the Session Prize, 6th International Gastric Cancer Congress -	International Gastric Cancer Congress
- 2008	젊은 연구자상 -	서울대학교 의과대학 외과학 교실 동문회
- 2008	지식경제부 전략과제 우수 성과상 -	산업기술평가원
- 2008	Best Poster Award (nominated to 24 best posters among 498 posters) -	European Association of Endoscopic Surgeon
- 2008	Young Surgeons Award, Seoul National University Department of Surgery Alumni Association -	Seoul National University Department of Surgery Alumni Association
- 2008	Excellent achievement Award, Strategic Subject, Ministry of Knowledge Economy -	Ministry of Knowledge Economy
- 2009	대한 암학회 우수연구자상 -	대한 암학회
- 2009	Excellent Investigator Award, Korean Cancer Association -	Korean Cancer Association
- 2011	국립암센터 개원 10주년 기념 공로상 -	보건복지부
- 2011	Karl Storz award(최우수 논문상) -	EAES(유럽복강경외과학회)
- 2011	A medal for distinguished services at 10th Anniversary of NCC, Award of Minister of Health and Welfare -	Minister of Health and Welfare
- 2011	Karl Storz EAES Award (Best of EAES), 19th EAES Meeting -	EAES Meeting
- 2016	2016 보건의료기술기술기술유공자 -	보건복지부
- 2016	Niall O’Higgins Best Proffered Paper Award (ESSO 36 Congress) -	The European Society of Surgical Oncology
- 2017	최우수연구자상 -	국립암센터
- 2017	SCI IF 최우수상 -	국립암센터
- 2017	최고 Impact Factor 상 -	국립암센터
- 2017	2017년 두산연강재단 외과학 학술상 수상 -	두산연강재단
- 2017	Outstanding Innovation Video Award -	대한 내시경 복강경학회
- 2018	함춘동아의학상 -	서울대학교의과대학동창회학술연구재단
- 2021 제25회 대한내시경복강경외과학회 정기학술대회(KSELS 2021) - 우수논문상

## 논문
- 2022년 현재 341편(SCIE = 267, 기타 = 74)

## 저서
- 2010	《위암 100문 100답》 -	국립암센터
- 2011	《위암과 위장관질환》 -	대한위암학회
- 2012	《Laparoscopic Gastectomy for Cancer. Standard Techniques and Clinical Evidences》 -	Springer
- 2012	《Laparoscopic Gastectomy for Cancer. Standard Techniques and Clinical Evidences》 -	Springer
- 2016	《Surgical Oncology : Theory and Multidisciplinary Practice, 2nd edition》 -	ESSO